# Shazad Latif
Shazad Latif (nascido em 3 de julho de 1988) é um ator britânico, que estrelou como Tariq Masood na série de TV da BBC Spooks, Clem Fandango no Toast of London, e Dr. Jekyll e Mr. Hyde em Penny Dreadful. Ele foi mais recentemente foi escalado como Ash Tyler na série de televisão da CBS All Access, Star Trek: Discovery.

## Início de vida
Nascido em Londres, de ascendência mista paquistanesa, inglesa e escocesa, Latif cresceu em Tufnell Park, no North London. Seu pai era Javid Iqbal. Ele estudou na Bristol Old Vic Theatre School e se apresentou em muitas produções teatrais, incluindo King Lear, interpretando Cornwall, e na comédia de Richard Sheridan, School for Scandal, como Joseph Surface. Ele deixou a escola um ano antes para assumir seu papel em Spooks.

## Carreira

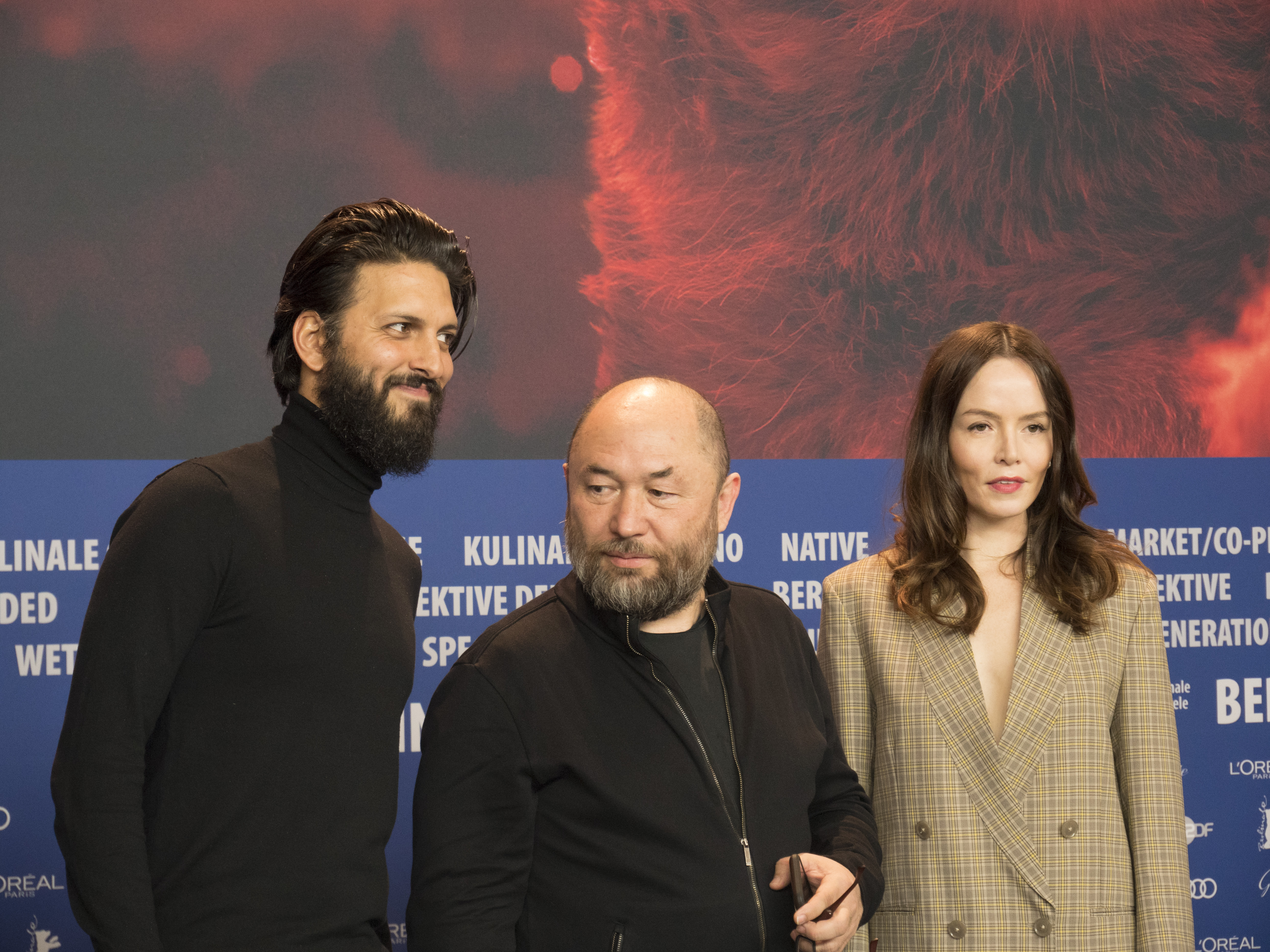
Shazad Latif, Timur Bekmambetov, Valene Kane na conferência de imprensa do filme Profile na Berlinale 2018

Spooks foi seu primeiro papel importante na televisão, como o técnico altamente qualificado e analista de dados Tariq Masood. Ele apareceu em todas as três temporadas de Toast of London como o personagem recorrente Clem Fandango, um dos funcionários do estúdio gravando o locutor Steven Toast (Matt Berry). Em 2016, ele se juntou ao elenco de Penny Dreadful como o personagem literário Dr. Jekyll.
Em 2017, Latif foi escalado como o papel do tenente Ash Tyler em Star Trek: Discovery, após ter sido inicialmente anunciado como um klingon. Mais tarde foi revelado que Latif também havia retratado o klingon Voq na série. Para disfarçar isso, o pseudônimo Javid Iqbal foi creditado como o retrato do Voq. Latif escolheu esse pseudônimo para homenagear seu falecido pai. Shazad Latif fez o papel do soldado do estado islâmico Bilel no filme de suspense de 2018 Profile de Timur Bekmambetov. O filme acontece inteiramente em telas de computador. Estreou no 68.º Festival Internacional de Cinema de Berlim, onde ganhou o Panorama Audience Award.

## Vida pessoal
Enquanto seu personagem no programa Spooks é um especialista em tecnologia, na vida real Latif é um tecnofóbico autoproclamado.

## Filmografia
| Ano           | Título                                | Papel                      | Notas                                                                                  |
| ------------- | ------------------------------------- | -------------------------- | -------------------------------------------------------------------------------------- |
| 2009–11       | Spooks                                | Tariq Masood               | Temporadas 8–10 (Papel principal; 17 episódios)                                        |
| 2010          | The Silence                           | Yousef                     | 3 episódios                                                                            |
| 2011          | Fresh Meat                            | Riz                        | 1 episódio                                                                             |
| 2011          | Comedy Lab                            | Bobby                      | 1 episódio                                                                             |
| 2011          | Black Mirror                          | Mehdi Raboud               | Episódio: "The National Anthem"                                                        |
| 2012          | Silk                                  | Ibrahim Ali                | 1 episódio                                                                             |
| 2013          | My Mad Fat Diary                      | Dr. Nick Kassar            | 5 episódios                                                                            |
| 2013          | Jo                                    | Nasser                     | 1 episódio                                                                             |
| 2013          | Love Matters                          | Satpal                     | 1 episódio                                                                             |
| 2013–15       | Toast of London                       | Clem Fandango              | 19 episódios                                                                           |
| 2014          | Salting the Battlefield               | Jez Nichols                | Filme televisivo                                                                       |
| 2015          | Ordinary Lies                         | Rick O'Connor              | 4 episódios                                                                            |
| 2015          | The Man Who Knew Infinity             | Chandra Mahalanobis        | Filme                                                                                  |
| 2015          | The Second Best Exotic Marigold Hotel | Kushal                     | Filme                                                                                  |
| 2016          | Penny Dreadful                        | Dr. Henry Jekyll / Mr Hyde | 8 episódios                                                                            |
| 2017–presente | Star Trek: Discovery                  | Tenente Ash Tyler / Voq    | Main Inicialmente creditado sob o nome de seu falecido pai para esconder um plot twist |
| 2018          | The Commuter                          | Vince                      | Filme                                                                                  |
| 2018          | Profile                               | Bilel                      | Filme                                                                                  |